# Логист (Древняя Греция)
Логи́ст (др.-греч. Λογισται) — один из главных ревизоров, контролировавших государственные расходы в Афинской республике. В V веке до н. э. 30 логистов составляли контрольную палату и проверяли, в частности, суммы, вносимые эллинотамиями в сокровищницу Афин. В IV веке до н. э., согласно Аристотелю, логистов было 10. Они избирались сначала посредством хиротонии, потом — с помощью жребия из членов буле; в каждую пританию они должны были поверять отчёт должностных лиц в израсходованных ими общественных деньгах (часть процесса эвтины). 
Логисты обязаны были в течение 30 дней после окончания службы должностных лиц сделать публикацию о том, что всякий, кто имеет жалобу на этих лиц, должен представить её эвтинам. Если счетa оказывались верными, а жалоб не поступало, логисты утверждали отчет. В противном случае учреждался суд, в котором логисты председательствовали, а государственные синегоры являлись обвинителями со стороны государства; наконец, всё дело предоставлялось окончательному решению суда гелиастов.